# Sächsische Heimatblätter
Sächsische Heimatblätter ist der Name einer Zeitschrift für sächsische Geschichte, Denkmalpflege, Natur und Umwelt, die seit 1955 unter diesem Titel erscheint und seit 2015 von Lars-Arne Dannenberg und Matthias Donath herausgegeben wird.
Die Sächsischen Heimatblätter sind aus den getrennt erschienenen Heimatkundlichen Blättern für die Bezirke Dresden, Karl-Marx-Stadt und Leipzig hervorgegangen. Sie erschienen bis 1990 im Verlag des Kulturbunds des Bezirks Dresden, anschließend bis 2002 im Verlag des Sächsischen Druck- und Verlagshauses Dresden und seitdem im Verlag Gumnior in Chemnitz. Die Einzelhefte haben in der Regel einen Umfang von 96 Seiten. Die Beiträge bieten einen breiten Querschnitt aus Themen zu Geschichte, Natur, Kultur und Kunst, bis hin zu Problemen der Landeskultur und des Naturschutzes, bezogen auf die Grenzen des Freistaats Sachsen. Zielgruppe sind sowohl Fachwissenschaftler, Heimatforscher als auch Heimatfreunde allgemein.
Von 1990 bis 2014 war Klaus Gumnior verantwortlicher Redakteur der Sächsischen Heimatblätter, seit 2003 als Herausgeber und Verleger. Seit 2015 wird die Zeitschrift durch Matthias Donath und Lars-Arne Dannenberg redaktionell betreut. Die Ausgaben ab 2015 werden durch die Sächsische Landesbibliothek – Staats- und Universitätsbibliothek Dresden seit Mai 2021 online zugänglich gemacht.